# Wilderness (série télévisée, 2023)
Pour les articles homonymes, voir Wilderness.
Wilderness est une mini-série britannique à suspense réalisée par So Yong Kim et basée sur le roman éponyme de B.E. Jones. Elle est diffusée à l'international sur Prime Video le 15 septembre 2023.

## Synopsis
Liv et Will semblent tout avoir. Un mariage solide comme le roc. Une nouvelle vie glamour à New York. Jusqu'à ce que Liv découvre l'infidelité de son mari. Suivez leur road trip américain. Pour Will, c'est une chance de se racheter. Pour Liv, c'est une perspective très différente - un paysage où les accidents se produisent tout le temps et l'endroit idéal pour se venger.

## Distribution
- Jenna Coleman (VF : Pamela Ravassard) : Liv Taylor
- Oliver Jackson-Cohen (VF : Valentin Merlet) : Will Taylor
- Ashley Benson (VF : Rebecca Benhamour) : Cara Parker
- Morgana Van Peebles (VF : Esthèle Dumand) : Ash
- Claire Rushbrook (VF : Julie Dumas) : Caryl
- Talia Balsam (VF : Anne Deleuze) : Bonnie
- Eric Balfour (VF : Alexis Tomassian) : Garth
- Marsha Stephanie Blake (en) (VF : Annie Milon) : l'inspecteur Rawlins
- Jonathan Keltz (VF : Gauthier Battoue) : l'inspecteur Wiseman

 Source et légende : version française (VF) sur RS Doublage

## Épisodes
| № | Titre                                                    | Réalisé par | Ecrit par                               | Date de sortie    |
| - | -------------------------------------------------------- | ----------- | --------------------------------------- | ----------------- |
| 1 | Jusqu'à ce que la mort nous sépare (Happily Ever After)  | So Yong Kim | Marnie Dickens                          | 15 septembre 2023 |
| 2 | L'autre femme (The Other Woman)                          | So Yong Kim | Marnie Dickens                          | 15 septembre 2023 |
| 3 | L'alibi (Repent at Leisure)                              | So Yong Kim | Marnie Dickens                          | 15 septembre 2023 |
| 4 | Home Sweet Home                                          | So Yong Kim | Marnie Dickens & Matilda Feyiṣayọ Ibini | 15 septembre 2023 |
| 5 | Telle mère telle fille (Like Mother Like Daughter)       | So Yong Kim | Marnie Dickens                          | 15 septembre 2023 |
| 6 | Adieu le Prince Charmant (Where White Knights Go to Die) | So Yong Kim | Marnie Dickens                          | 15 septembre 2023 |

La série a été adaptée pour la télévision par Marnie Dickens, basée sur le roman Wilderness de BE Jones de 2017. La réalisatrice So Yong Kim a produit le film aux côtés de Dickens et Elizabeth Kilgarriff pour Firebird Pictures.
Tourné principalement à Vancouver, la production a commencé en avril 2022, avec un tournage également prévu à Calgary, au Banff Springs Hotel, et en septembre à Las Vegas, au Grand Canyon et à New York. Des scènes ont également été tournées au Royaume-Uni. 
Jenna Coleman et Oliver Jackson-Cohen ont été annoncés comme acteurs principaux de la série en juin 2022. En juillet 2022, Ashley Benson, Eric Balfour, Marsha Stephanie Blake et Morgana Van Peebles ont été annoncés au casting de la mini-série.

## Diffusion
Une bande-annonce est diffusée le 23 août 2023. La musique utilisée est une version réenregistrée de Look What You Made Me Do de Taylor Swift. La chanson est également utilisée comme générique d'ouverture.
La série est diffusée sur Prime Video le 15 septembre 2023.

## Réception
Wilderness a reçu des critiques mitigées et a obtenu 57 % sur Rotten Tomatoes. Les utilisateurs disent que : « Wilderness se perd souvent dans sa surabondance de tropes de vengeance, mais ses rebondissements tranchants peuvent satisfaire les fans d'intrigues sordides ». 